# Negrești (gmina)
Negrești – gmina w Rumunii, w okręgu Neamț. Obejmuje miejscowości Negrești i Poiana. W 2011 roku liczyła 1632 mieszkańców.